# Кулініч Олег Іванович
Олег Іванович Кулініч (нар. 25 листопада 1966, м. Зіньків, Полтавська область) — український політик, народний депутат VII, VIII та IX скликань. Керівник депутатської групи "Довіра" у Верховній Раді. 

## Освіта
1991 — закінчив товарознавчий факультет Полтавського кооперативного інституту (нині — Полтавський університет економіки та торгівлі) за спеціальністю «Товарознавець продовольчих і непродовольчих товарів».

## Кар'єра та бізнес
Після закінчення школи в 1984 році працював водієм в колгоспі ім. Енгельса Зіньківського району Полтавської області. З листопада 1984 по 1986 рік проходив службу в армії.
З січня по серпень 1987 працював експедитором з розвезення хлібобулочних виробів Зіньківського хлібокомбінату.
Після здобуття вищої освіти з жовтня 1991 року працював заступником голови Желєзногорської райспоживспілки Курської області РФ.
З жовтня 1992 по вересень 1995 року — заступник директора з торгівлі комерційного підприємства «Торговий центр» у Курській області РФ.
У жовтні 1995 року повернувся в Україну й розпочав власний бізнес — торгівля паливно-мастильними матеріалами в Зінькові Полтавської області. Побудував дві заправні станції. У 2012 році вийшов з цього бізнесу, продавши його.
З грудня 2001 року до сьогодні — засновник сільськогосподарського товариства з обмеженою відповідальністю «Октан» Зіньківського району Полтавської області. Підприємство займається вирощуванням та продажем рослинницької продукції, а також тваринництвом. З 2012 року підприємство передане в управління.

## Політична діяльність
У березні 2002 року вперше був обраний депутатом Полтавської обласної ради. У Полтавській облраді IV скликання увійшов до постійної комісії з питань інвестицій, будівництва, житлово-комунального господарства та екології.
У березні 2006 року переобраний до облради на другий термін, де працював у постійній комісії з питань бюджету, підприємництва та управління майном. 
У 2010 році втретє став депутатом Полтавської обласної ради. У облраді VI скликання увійшов до постійної комісії з питань паливно-енергетичного комплексу та використання надр, був обраний її секретарем.
На парламентських виборах 2012 р. обраний народним депутатом України 7-го скликання по виборчому округу № 147 (м. Миргород, Диканський, Зіньківський, Миргородський, Решетилівський, Шишацький райони Полтавської області) як безпартійний самовисуванець з результатом 43,32 %. У зв'язку з цим достроково припинив обов'язки депутата обласної ради. У грудні 2012 року вступає до фракції Партія регіонів та стає членом Комітету Верховної Ради України з питань аграрної політики та земельних відносин.
На позачергових виборах до Верховної ради 2014 року обраний народним депутатом України по одномандатному виборчому округу № 147 як самовисуванець. Набрав 21,19 % голосів виборців.
На парламентських виборах у липні 2019 року втретє був обраний народним депутатом по 147-му виборчому округу з результатом 37,79 % голосів.
У парламенті VII та VIII скликань — член Комітету ВРУ з питань аграрної політики та земельних відносин.
У травні 2016 року призначений головою підкомітету з питань земельних відносин Комітету Верховної Ради України з питань аграрної політики та земельних відносин.
У парламенті IX скликання увійшов до Комітету з питань фінансів, податкової та митної політики.
У різні роки був членом груп з міжпарламентських зв'язків з наступними країнами: з Чеською Республікою (2019), з Угорщиною (2020), з Об'єднаними Арабськими Еміратами, з Китайською Народною Республікою (2020), з Румунією (2020), з Туніською Республікою (2021).
Кулініч є головою депутатської групи «Довіра».
26 грудня 2018 року РФ включила Олега до санкційного списку.

## Законодавча діяльність
Автор законів та законопроєктів:
- Закон про надання нотаріусам повноважень щодо реєстрації прав оренди землі[27]
- Закон про земельні аукціони
- Закон про землі відумерлої спадщини[28]
- Закон про земельну консолідацію

Автор антирейдерського законопроєкту в земельній сфері, відстоював земельну децентралізацію та передачу управління землями за межами населених пунктів місцевим громадам.
Автор та співавтор законів про дерегуляцію в агропромисловій сфері, про вимоги до органічного виробництва, про передачу місцевим бюджетам частини ренти від видобутку нафти та газу, низки законів, направлених на підтримку фермерства, гармонізацію українського законодавства з законодавством ЄС, оптимізацію податкового законодавства, безпеку та якість харчової продукції.

## Рейтинги
Станом на 8 лютого 2017 року подав найбільшу кількість правок, котрі були ухвалені в Аграрному комітеті.
У VIII сесії Верховної ради Кулініч посів № 8 серед десяти найефективніших депутатів. Він ініціював 2 власних законопроєкти та 4 у співавторстві, котрі були ухвалені.
У рейтингу 100 найвпливовіших українців 2020 року за версією журналу «Фокус» опинився на 25 місці.
Найбільше і найчастіше виступає у Верховній Раді з усіх народних депутатів-мажоритарників, які представляють Полтавщину в парламенті.
За даними аналізу роботи Парламенту у 2020 році громадянською мережею «Опора», Кулініч демонстрував найвищі показники участі у голосуваннях Ради.

## Критика
Один із депутатів, що голосував за «Диктаторські закони» 2014 року.
В минулих скликаннях ВРУ кілька разів був помічений за неособистим голосуванням.
Був одним із 59 депутатів, що підписали подання, на підставі якого Конституційний суд України скасував статтю Кримінального колексу України про незаконне збагачення, що зобов'язувала держслужбовців давати пояснення про джерела їх доходів і доходів членів їх сімей. Кримінальну відповідальність за незаконне збагачення в Україні запровадили у 2015 році. Це було однією з вимог ЄС на виконання Плану дій з візової лібералізації, а також одним із зобов'язань України перед МВФ, закріпленим меморандумом.
За сприяння Кулініча пройшов безплатний концерт гурту «ТіК» у смт Диканька Полтавської області під час виборчої кампанії до ВР. Кулініч під час виборчої кампанії відкрив 15 дитячих майданчиків на території 147 виборчого округу (Полтавська область), побудованих за власний кошт.
Згадувався у списку депутатів, які не внесли інформацію про власний бізнес у деклараціях за 2014 рік.
22 липня 2025 року голосував за закон України 12414 який був ухвалений з порушенням Регламенту Верховної Ради України та підпорядкував НАБУ та САП Генеральному прокурору і викликав масові протести.

## Благодійність
Фінансував програму зі встановлення дитячих майданчиків у населених пунктах округу, встановлено понад 200 майданчиків.

## Особисте життя
Одружений. Має доньку.